# Лебедев, Валерий Петрович
Вале́рий Петро́вич Ле́бедев (род. 1937, Ленинград) — советский философ и историк, педагог, радиоведущий, публицист, редактор и издатель. Кандидат философских наук. Издатель американского общественно-политического еженедельника «Лебедь» на русском языке, журналист, пионер журналистского расследования «Петрикгейта». В 2013 году за это расследование введён в состав комиссии РАН по борьбе со лженаукой,

## Биография
Валерий Лебедев родился в 1937 году. Отец — военнослужащий, танкист, участник ВОВ, закончил службу в армии в звании генерала. Мать — София Стефановна Форманчук, преподаватель музыки. Дед — Стефан Павлович Форманчук (Водовицкий) был судовым механиком крейсера «Громобой».
Два года учился в институте в Каунасе. Перевёлся в Минск и окончил Белорусский политехнический институт (1960). После знакомства с В. С. Стёпиным сменил техническую специальность на философию и в 1970 году защитил диссертацию на соискание учёной степени кандидата философских наук по теме «Второе начало термодинамики и принцип развития».
Работал доцентом на кафедрах философии Белорусского политехнического института (1970—1977) и Московского физико-технического института (1977—1984), ГИТИС (1988—1991). Читал лекции во многих научных центрах и Домах учёных. Издал две книги по философской тематике. В апреле 1984 года был исключён из КПСС (решение Мытищинского райкома КПСС об исключении было признано необоснованным и отменено в 1990). С 1984 по 1990 год подрабатывал написанием заказных докторских и кандидатских диссертаций для анонимных клиентов. С 1988 года преподавал на кафедре философии ГИТИСа. Был постоянным членом и участником дискуссионного клуба «Свободное слово» при Союзе кинематографистов. Темы — российская история, история науки, социология, экономика и политика. В конце 1992 года эмигрировал в США. Живёт в Бостоне. С 1997 года издаёт и редактирует альманах «Лебедь».
До своей эмиграции в США публиковался в России в «Независимой газете», «Московских новостях», «Дружбе народов», «Огоньке», «Вопросах философии». В США печатался в русскоязычных эмигрантских изданиях: в «Новом русском слове», где вёл еженедельную рубрику, а также в изданиях «Панорама», «Русская Америка», журналах «Вестник», «Чайка» и др. С июля 2008 года написал серию статей об афере Петрика, его уголовном прошлом и связке с политическими лидерами страны. Общее число опубликованного — 2 книги и около 1000 статей.
Вёл цикл передач на радиостанциях: радио «Свобода» (1991—1992) и на ряде американских русскоязычных радиостанций.

## Книги
- Лебедев В. П. «Бесконечна ли Вселенная?» — Мн.: «Наука и техника», 1978. — 128 с.
- Лебедев В. П. «Научные принципы и современные мифы». — М.: «Знание», 1981. — 63 с.
- [lib.ru/NEWPROZA/LEBEDEW_W/lebedew.txt Пятое время года, мемуары]. lib.ru